# Portmagee
Portmagee (irisch An Caladh) ist ein Ort im County Kerry in der Republik Irland. Er liegt an der irischen Westküste auf der Iveragh-Halbinsel südlich von Valentia Island.
Der englischsprachige Name Portmagee kommt von Kapitän Theobald Magee, einem berüchtigten Schmuggler aus dem 18. Jahrhundert. Nachdem er als Offizier in der Armee von König James II. gedient hatte, arbeitete er nun als Händler, der zwischen Frankreich, Portugal und Irland mit dem Schiff hin und her fuhr. Der Handel mit geschmuggelten Waren wie Branntwein, Textilien, Tee und Tabak war sehr profitabel, weil die Anlandungen wegen der zerklüfteten Küste im Südwesten Irlands für die Polizei nur schwer festzustellen und zu verhindern waren.
Der irische Name bedeutet „Landeplatz“ bzw. „Kai“. Früher konnte man von hier auf die Insel Valentia Island hinübersetzen. Heute ist der Ort über eine Brücke direkt mit der Insel verbunden. Der Ort ist auch Ablegestelle für viele Touristenboote, die die Insel Skellig Michael anfahren.
Auf einer kleinen, dem Hafen vorgelagerten Insel befindet sich die Klosterruine Illaunloughan Island Monastery.

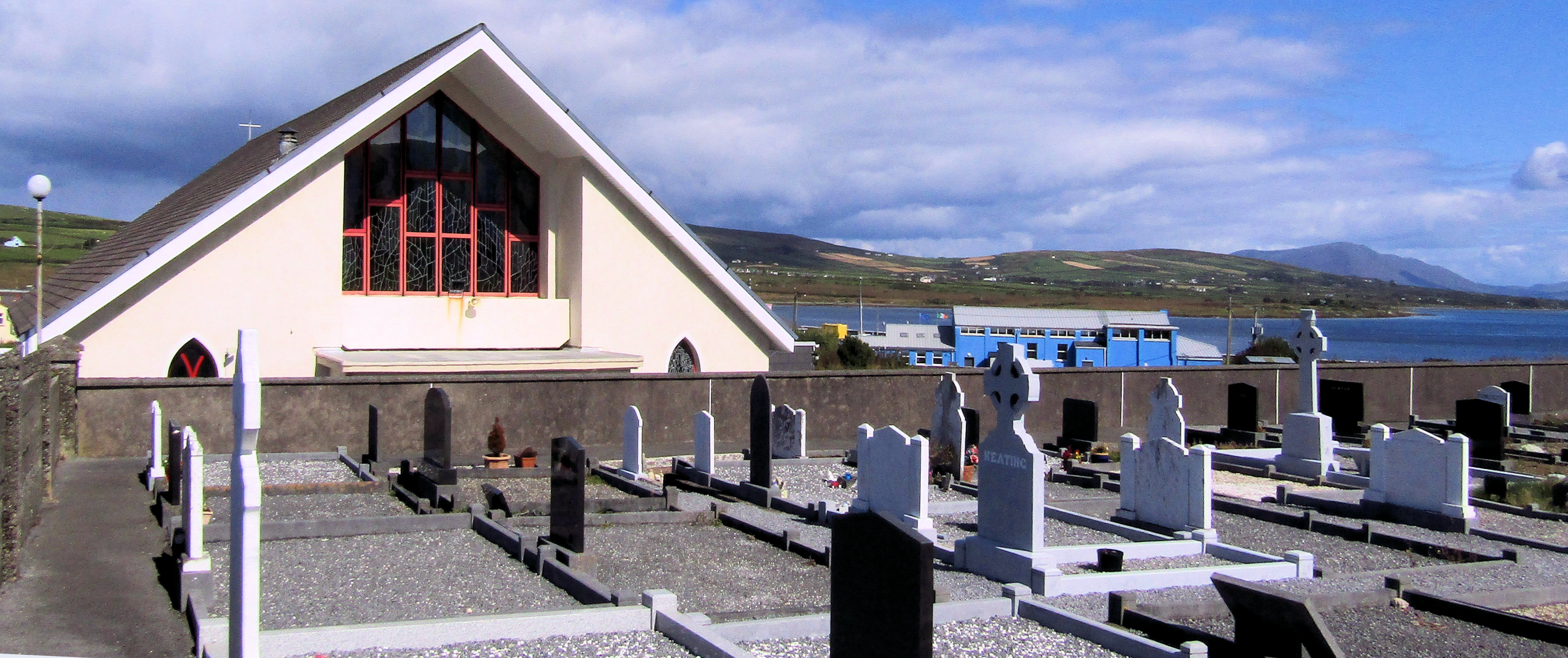
Saint Patrick’s Church
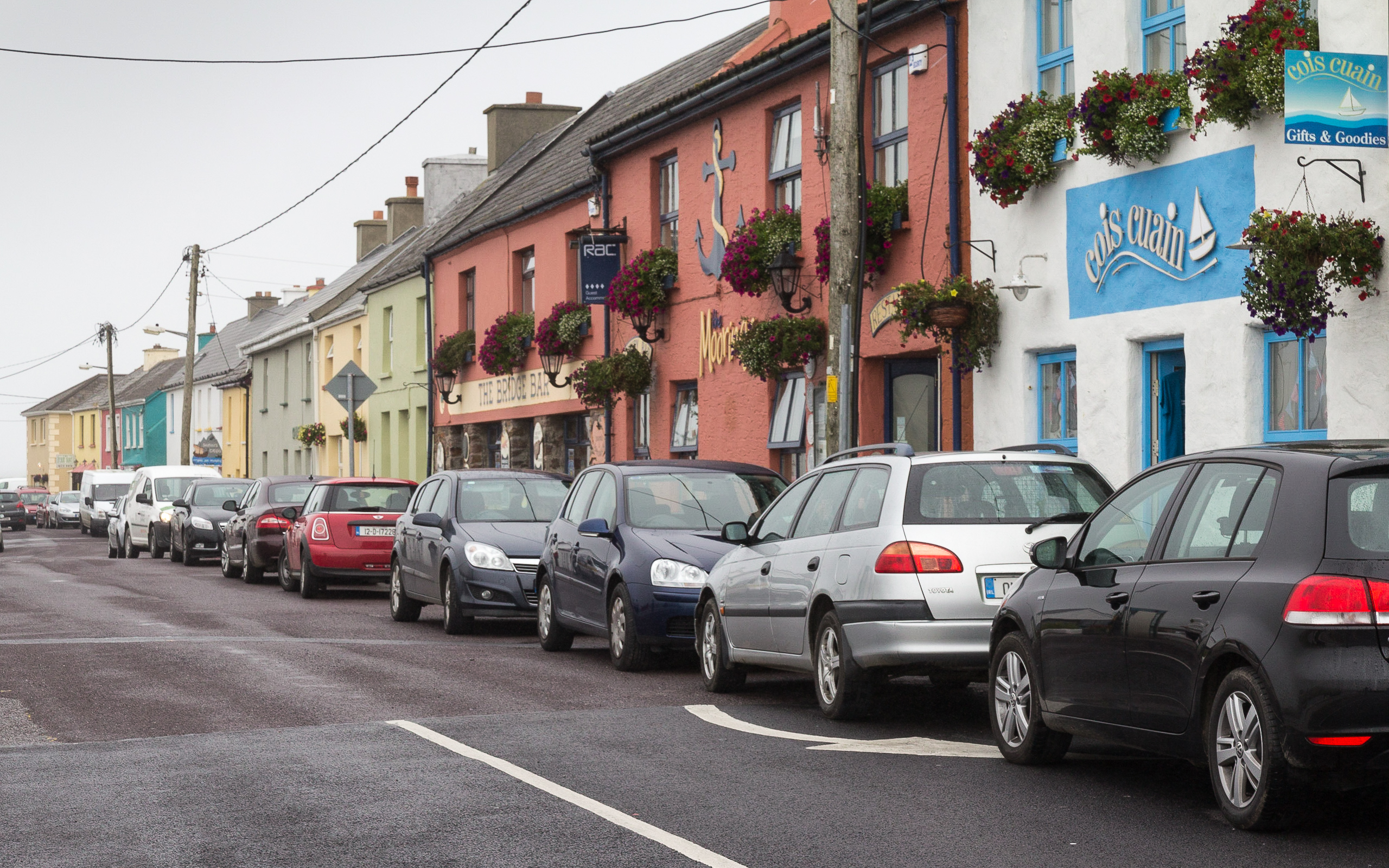
Main street
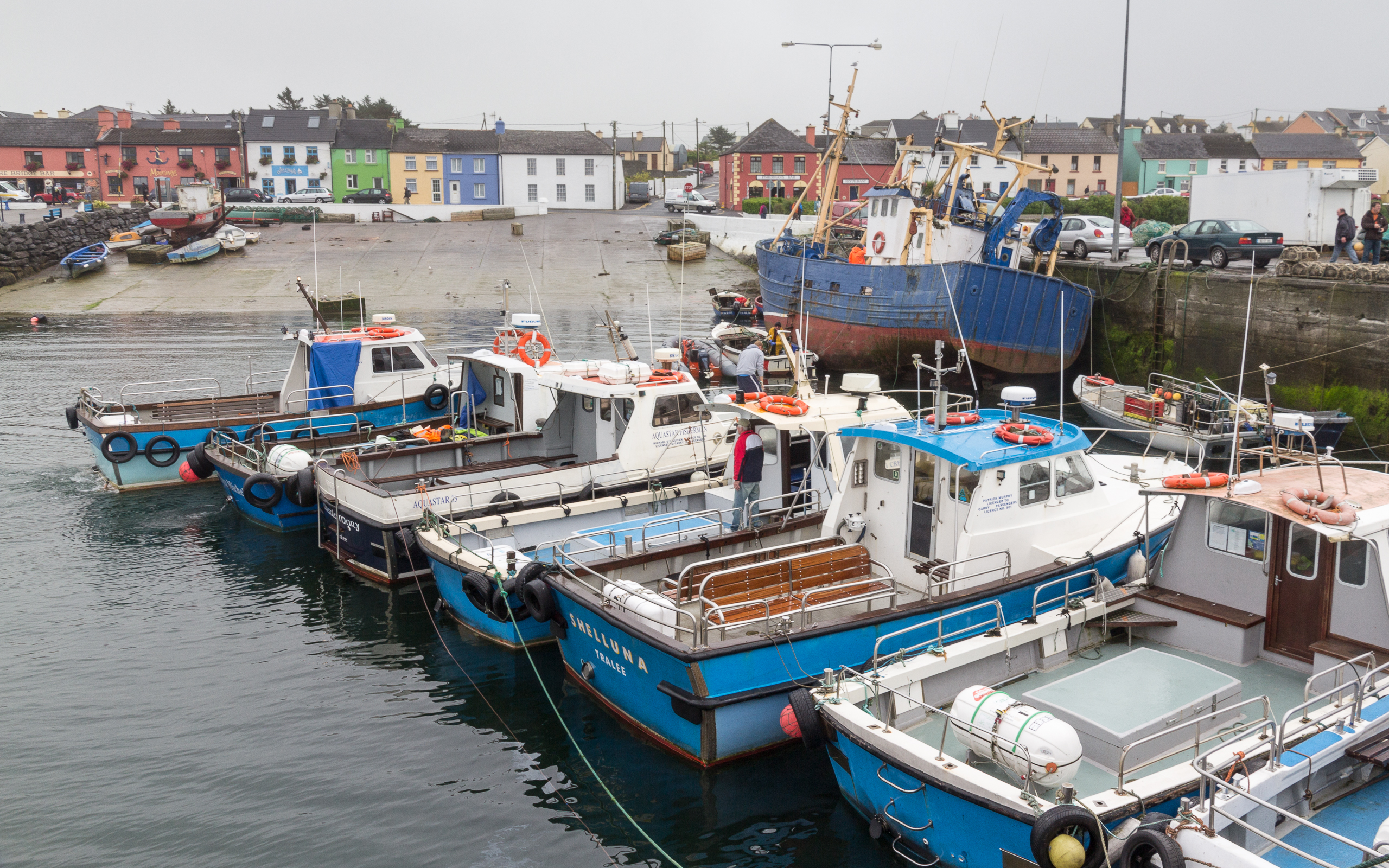
Portmagee Pier mit Ausflugsbooten zum Skellig Michael
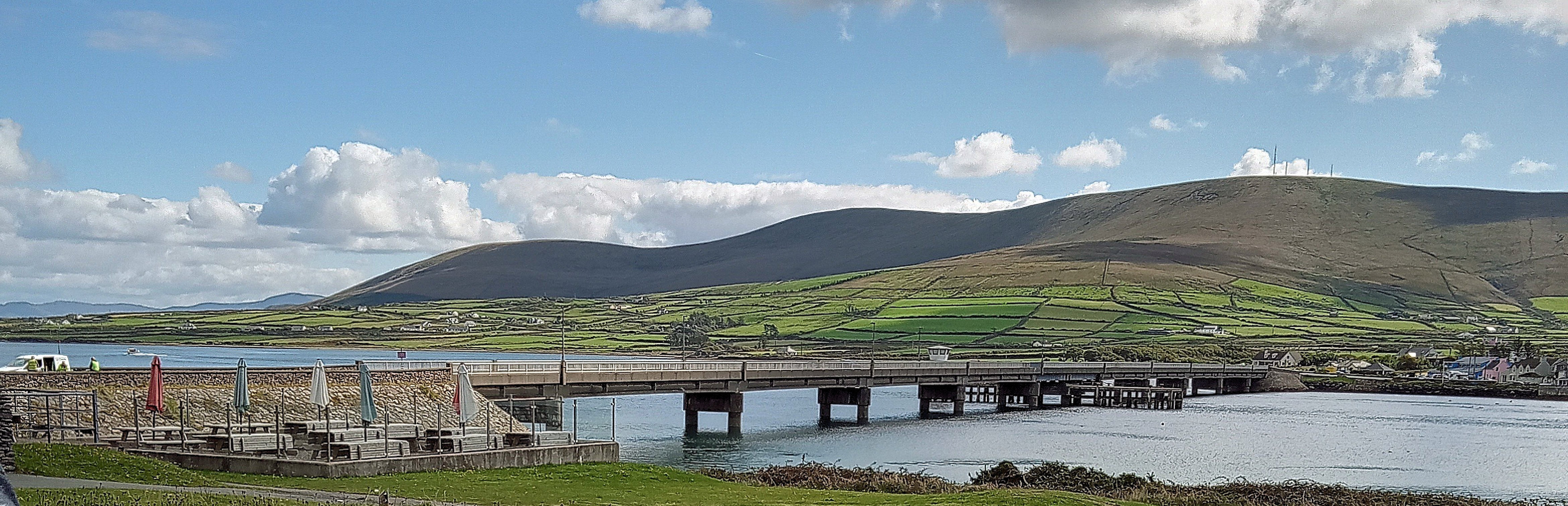
Brücke zur Insel Valentia